# Полянка (Малопольське воєводство)
Полянка (пол. Polanka) — село в Польщі, у гміні Мислениці Мисленицького повіту Малопольського воєводства.
Населення — 1057 осіб (2011).
У 1975-1998 роках село належало до Краківського воєводства.

## Демографія
Демографічна структура станом на 31 березня 2011 року:
|          | Загалом | Допрацездатний вік | Працездатний вік | Постпрацездатний вік |
| -------- | ------- | ------------------ | ---------------- | -------------------- |
| Чоловіки | 523     | 134                | 342              | 47                   |
| Жінки    | 534     | 137                | 311              | 86                   |
| Разом    | 1057    | 271                | 653              | 133                  |